# 7343 Ockeghem
7343 Ockeghem è un asteroide della fascia principale. Scoperto nel 1992, presenta un'orbita caratterizzata da un semiasse maggiore pari a 2,1925044 UA e da un'eccentricità di 0,1391501, inclinata di 3,95941° rispetto all'eclittica.
L'asteroide è dedicato al compositore fiammingo Johannes Ockeghem.